# Bedő Tibor
Bedő Tibor (Hollóháza, 1946. március 3. –) magyar szülész-nőgyógyász, orvos, politikus, országgyűlési képviselő.

## Életpályája
Az általános iskolát Göncön és Hevesen végezte el. 1964-ben érettségizett Jászapátiban, a Mészáros Lőrinc Gimnáziumban. 1964–1970 között a Debreceni Orvostudományi Egyetem hallgatója volt. 1970-től tagja a Magyar Nőorvos Társaságnak. 1970–1984 között a Debreceni Orvostudományi Egyetem Nőgyógyászati Klinikáján tanársegéd volt. 1974-ben szülész-nőgyógyász szakvizsgát tett. 1984-től a berettyóújfalui területi kórház szülészeti-nőgyógyászati osztályvezető főorvosa volt. 1992-től az Egészséges Anya - Egészséges
Gyermek Alapítvány, 1993-tól a Szolidaritás és Demokrácia Alapítvány kuratóriumi elnöke. 1994-től az Orvosi Kamara tagja.

### Politikai pályafutása
1960–1975 között KISZ-tag volt. 1967–1989 között az MSZMP tagja volt. 1969–1970 között a Debreceni Orvostudományi Egyetem KISZ-titkára volt. 1989-től az MSZP tagja. 1989–1995 között az MSZP Hajdú-Bihar megyei elnöke volt. 1990-ben országgyűlési képviselőjelölt volt. 1992–1995 között az országos választmány tagja volt. 1994–1998 között országgyűlési képviselő (Hajdú-Bihar megye) volt. 1997–1998 között a Szociális és egészségügyi bizottság tagja volt.

## Családja
Szülei: Bedő Zoltán (1923–1993) és Molnár Ilona voltak. 1969-ben házasságot kötött Csaba Zsuzsannával. Három gyermekük született: Tibor (1972), Zoltán (1973) és Krisztina (1977).